# Рикольф
Рикольф (Рикульф; лат. Ricolfus или Riculphus; умер 16 января, первая половина 780-х годов) — епископ Кёльна (760-е годы — первая половина 780-х годов).

## Биография
О происхождении и ранних годах жизни Рикольфа сведений в исторических источниках не сохранилось. В средневековых списках глав Кёльнской архиепархии, наиболее ранний из которых составлен между 870 и 886 годами, он указан преемником скончавшегося не ранее 762 года и не позднее 764 года Беретельма. Когда Рикольф взошёл на епископскую кафедру Кёльна, точно не известно. Первое упоминание о нём как о главе Кёльнской епархии относится к 768 году.
В «Бландейнских анналах» сообщается об обмене собственностью, совершённом в 768 году епископом Рикольфом и аббатом монастыря Святого Петра в Генте Скораном.
Во время управления епархией Рикольф одновременно рукоположил в епископский сан святого Альберика Утрехтского и в пресвитерский сан будущего епископа Мюнстера святого Людгера. Эта церемония состоялась в Кёльне 8 июня 777 года или вскоре после этой даты. В стихотворении, написанном вскоре после 781 года в Британии Алкуином, содержится похвала Рикольфу как правителю Кёльна: «Urbs Agripina tibi pandit, scio, tecta benigne: Hic humili patrem Ricvulfum voce saluta».
При епископе Рикольфе Кёльнская епархия подверглась нападению восставших против франков саксов. В результате были разорены многие селения в долине реки Рейн, в том числе, и находившиеся в предместьях Кёльна.
Дата смерти Рикольфа точно не установлена. Достоверно известно, что он не мог умереть ранее 777 года. В одной из скандинавских саг XIII века сообщается, что неназванный по имени епископ Кёльна был в 778 году убит саксами. Некоторые историки отождествляют этого епископа с Рикольфом. Однако в современных событиям источниках о гибели в то время франкского епископа не сообщается. В средневековых каталогах кёльнских епископов Рикольфу приписывается двадцать два года управления епархией. На этом основании считается, что он должен был скончаться в первой половине 780-х годов: возможно, в 782, 784 или 785 году. В поминальной книге (лат. Commemoratio) собора Святого Ламберта в Льеже днём смерти «архиепископа Рикольфа» названо 12 сентября. Однако это недостоверное свидетельство, так как первым архиепископом Кёльна был посвящённый в этот сан в 794 или 795 году Хильдебольд. Скорее всего, Рикольф умер 16 января, как сообщается в хранящемся в библиотеке Кёльнского собора сакраментарии конца X века (Cod. 88, Fol. 3v).
После смерти Рикольфа епископская кафедра в Кёльне несколько лет была вакантной и только в 787 или 788 году её новым главой с согласия короля франков Карла Великого стал Хильдебольд.